# Тангі Кулібалі
Тангі Кулібалі (фр. Tanguy Coulibaly, нар. 18 лютого 2001, Севр, Франція) — французький футболіст, вінгер клубу «Монпельє».

## Ігрова кар'єра
Тангі Кулібалі народився у передмісті Парижа. Футболом почав займатися в академії столичного клубу «Парі Сен-Жермен». У складі якого брав участь у турнірі Юнацької ліги УЄФА 2018/19.
Влітку 2019 року француз підписав чотирирічний контракт з німецьким клубом «Штутгарт», у складі якого дебютував у жовтні того року у Другій Бундеслізі. Паралельно з цим Кулібалі грав у дублі швабського клубу. За результатами сезону у 2020 році Кулібалі разом із клубом підвищився до Бундесліги. І вже у вересні 2020 року зіграв свій перший матч у вищому німецькому дивізіоні.
4 грудня 2023 року повернувся до Франції, підписавши контракт з клубом «Монпельє».

## Особисте життя
Тангі Кулібалі народився у Франції, але має малійське коріння.